# Хвостатка сливовая
Хвостатка сливовая (Satyrium pruni) — дневная бабочка из семейства голубянок.

## Происхождение названия
лат. Prunus — слива, тёрн — одно из кормовых растений гусениц.

## Описание

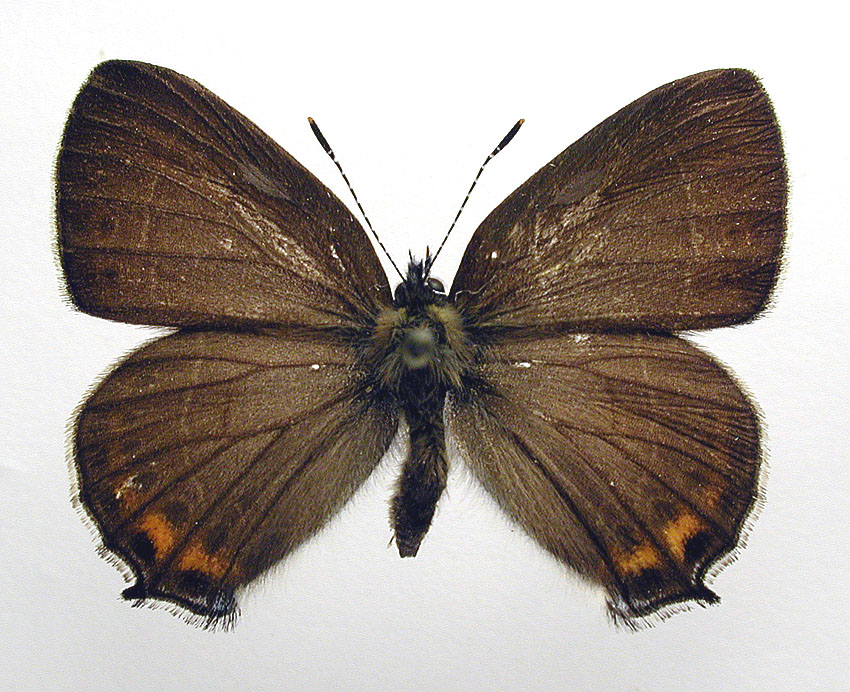

Длина переднего крыла 14—17 мм. Окраской нижней стороны крыльев похожа на хвостатку w-белое, но отличается от неё более мелкими чёрными точками.

## Ареал
Умеренный пояс Евразии от Западной Европы до Японии включительно (Хоккайдо). Широко распространенный в Восточной Европе вид рода. Ареал простирается от Южной Финляндии и Карелии на северо-западе до Нижнего Поволжья и Кавказа. Отсутствует в ряде районов степной зоны Украины и России. В Крыму отмечена вблизи сёл Краснолесье, Залесье, Пионерское, Лаванда, Родниковое, Кизиловое, ущелья Узунджа.
Населяет поляны и опушки лиственных и смешанных лесов, байрачных, пойменных и нагорных лесов, закустаренные балки, заросли кустарников, сады, парки и городские скверы. На Кавказе вид населяет низкогорные и пойменные заросли тёрна и алычи.

## Биология

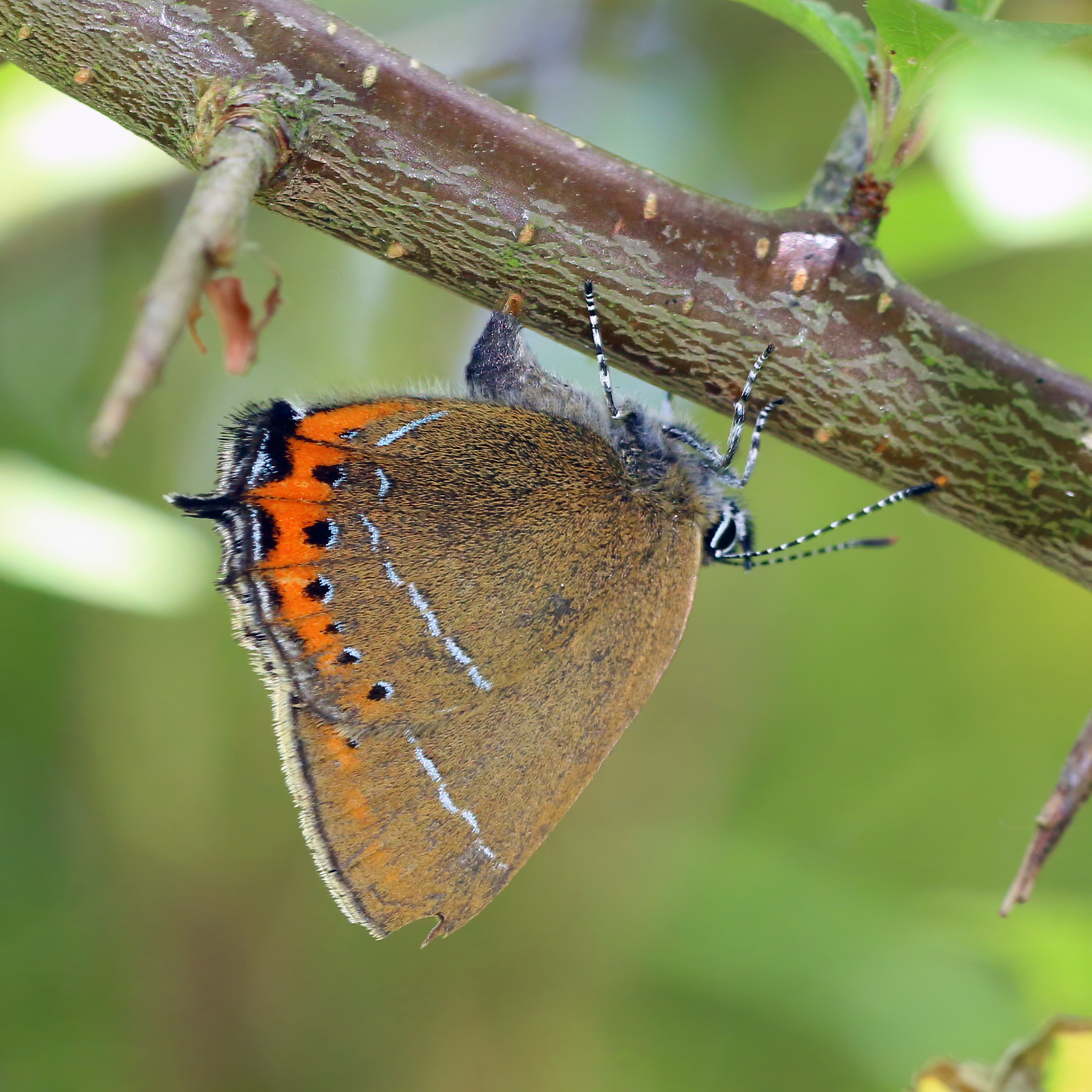
Самка, откладывающая яйца

За год развивается в одном поколении. Время лёта наблюдается с середины июня до конца июня. В некоторых районах и на юге ареала начало лёта отмечено с начала мая. Бабочки пугливы, держатся высоко в кронах деревьев, садятся часто на притенённые места. Изредка питаются на цветах. Часто сидят на листьях в солнечных местах.
Самки откладывают яйца по одной штуке на ветви кормовых растений. В большинстве случаев яйца откладываются самками на ветки кормовых растений, рядом с почками. Кормовые растения: черемуха, слива домашняя, терн, дуб, малина, ива козья, вяз, ильм. Большинство самок откладывают яйца на верхушках торчащих веточек, но есть самки, которые откладывают яйца внутрь куста. Яйца зимуют. Появившиеся весной молодые гусеницы начинают питаться бутонами и цветками. Гусеницы старших возрастов едят листья. По достижении длины 15—17 мм гусеница перестает питаться и окукливается открыто на ветках или на нижней стороне листьев на кормовом растении. Куколки внешне напоминают птичий помёт. Чаще всего располагаются горизонтально или головой вниз. Стадия куколки длится около 14—18 дней, на Кавказе — не менее 6 дней.

## Охрана
Вид включен в Красные книги Восточной Фенноскандии (1998) для Карелии (4 категория), Дании (2 категория), Швеции (4 категория).